# Fàbrica Albiñana Ribas
La Fàbrica Albiñana Ribas, coneguda també com el Vapor Albiñana i popularment com la Farinera, és un conjunt d'edificis del centre de Terrassa, protegit com a bé cultural d'interès local. Està formada per un complex de naus paral·leles que ocupen un parell d'illes de cases compreses entre els carrers de Sant Gaietà, Cervantes, Mare de Déu dels Àngels i Sant Valentí.

## Descripció
És un edifici industrial que consta d'una sèrie de naus rectangulars d'una sola planta, col·locades paral·lelament i separades per passadissos anomenats «barris». L'esquema compositiu de les naus és comú a totes elles, tant en volum com en els elements constructius, amb predomini del buit sobre el mur, que es palesa en la successió d'obertures d'esquema vertical practicades en cada parament. Aquestes naus formen cadascuna un capcer triangular amb façana al carrer.

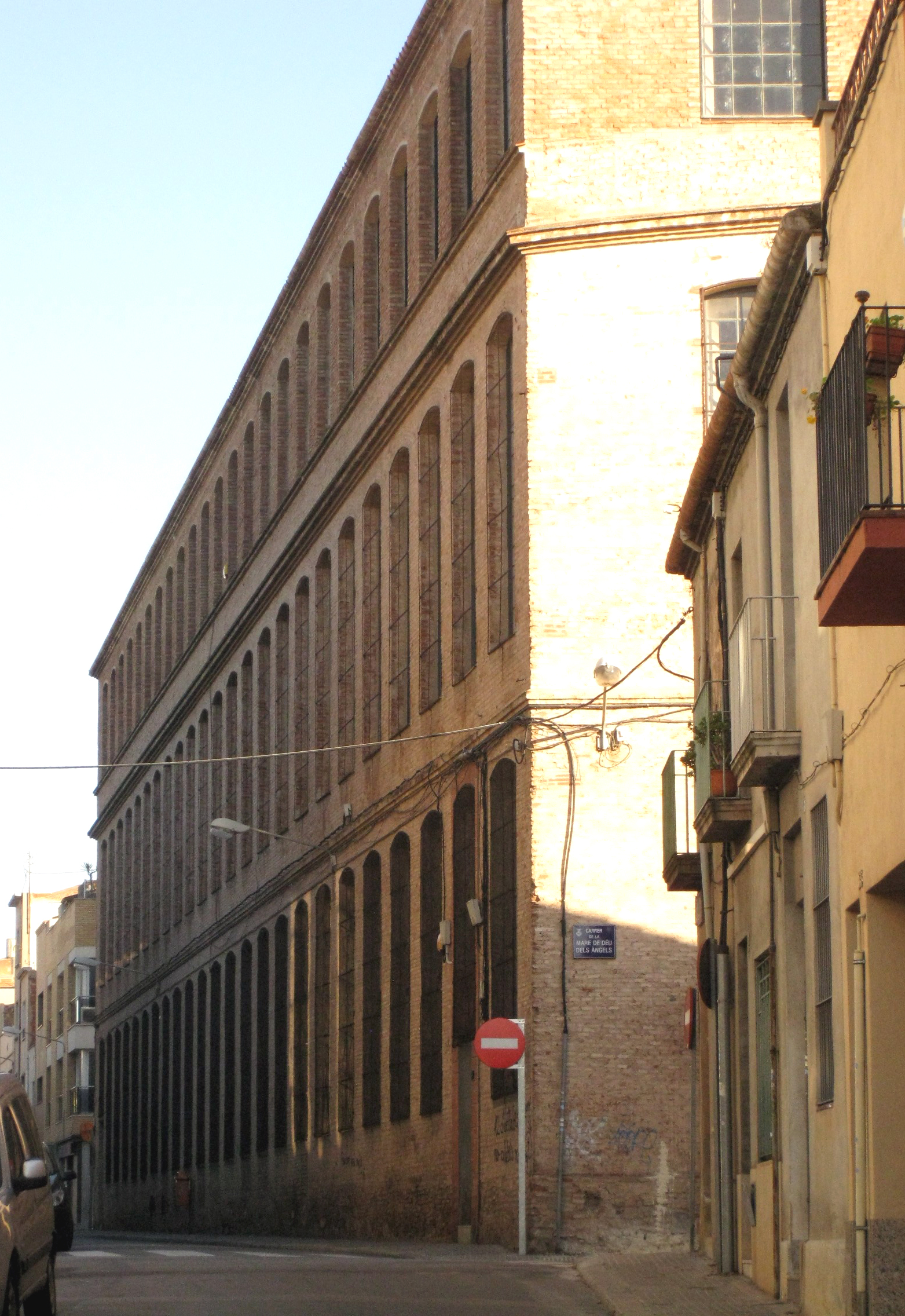
Vista de l'edifici més antic, de tres pisos, que dona al carrer de Cervantes

El conjunt industrial es completa amb un altre cos rectangular, paral·lel a les naus i de tres plantes d'alçada, que dona al carrer de Cervantes i que segueix el sistema vertical d'obertures, col·locades ordenadament i amb impostes de separació dels forjats remarcades per unes cornises. Tota la construcció està realitzada sobre maó vist.

## Història
El conjunt de naus és obra de l'arquitecte Lluís Muncunill. L'edifici de tres pisos que hi ha a la cantonada del carrer de Cervantes és el més antic, del 1983 (1883). La resta d'ampliacions són del 1899, 1900 i 1907. Es va construir als terrenys de l'antiga fàbrica de farina de Josep Barba, del 1882, que fou comprada i ampliada amb noves naus per l'industrial tèxtil Ramon Albiñana i Ribas.
Actualment, aquest antic conjunt industrial està ocupat per diferents tallers i locals comercials, un centre social (Ateneu Candela) i l'espai de creació musical El Vapor.